# Župa (Zagvozd)
Župa (más néven Župa Biokovska) falu Horvátországban Split-Dalmácia megyében. Közigazgatásilag Zagvozdhoz tartozik.

## Fekvése
Splittől légvonalban 59, közúton 82 km-re keletre, Makarskától légvonalban 9, közúton 32 km-re északkeletre, községközpontjától 13 km-re délkeletre, Közép-Dalmáciában a dalmát Zagora területén, a Biokovo-hegység északkeleti lábánál, az A1-es autópálya közelében, a 62-es számú főút mentén fekszik. Településrészei Takalo, Luetići, Roglići, Garmazi és Turići az itt lakó családokról kapták nevüket.

## Története
Župa területe már a történelem előtti időkben is lakott volt. Ezt bizonyítja a számos itt található ókori halomsír. A térség első ismert népe az illírek egyik törzse a dalmaták voltak, akik a magaslatokon épített, jól védhető erődített településeikben laktak. Innen könnyen ellenőrizni tudták a környező vidéket. Többségük állattartással foglalkozott, kisebb részük pedig földművelésből élt. A rómaiak csak hosszú ideig tartó harcok után hódították meg ezt a vidéket, melyek az i. e. 156. évtől egészen 9-ig tartottak. Az illírek elleni 9-ben aratott végső győzelem után Dalmáciára békésebb idők következtek, mely időszak a népvándorlásig tartott. Az illír lakosság nagy gazdasági fejlődésen ment át és romanizálódott. A 7. századi horvát letelepedés utáni középkori időszak népességéről mesél a számos sírkő és a Miloši településrészen található várrom. A középkortól területe a nagyméretű, először 1434-ben említett vrdoli plébániához tartozott, melynek szolgálatát különösen a török uralom idején a makarskai ferences kolostor szerzetesei látták el. A török uralom 1717-ben ért véget és a térség a Velencei Köztársaság fennhatósága alá került, melyet a pozsareváci béke szentesített. 1734-ben Stjepan Blašković makarskai püspök a vrdoli plébániát két részre, a slivnoira és a župaira osztotta. A velencei uralomnak 1797-ben vége szakadt és osztrák csapatok vonultak be Dalmáciába. 1806-ban az osztrákokat legyőző franciák uralma alá került, de Napóleon lipcsei veresége után 1813-ban újra az osztrákoké lett. 1835-ben a plébánia nyugati felén, melyet Gornja (felső) Župának neveztek megalapították a krstaticei plébániát. (Később 1948-ban Biokovsko Selo kivált Krstaticéből és önálló település lett). Az egykori középső rész a mai župai plébánia nyugati részére került, a régi Donja (alsó) Župa települései pedig a plébánia keleti felén a mai Župa és Rašćane településeket alkotják. Területe a 19. század legnagyobb részében Habsburg uralom alatt állt. 1870-ben a luetići településrészen Marko Luetić házában megnyílt a település első postahivatala. 1874-ben Takalo településrészen Ante Roglić-Mačica házában nyílt meg az Imotska krajina első állami alapiskolája. Első tanítója Frane Zaneta volt. A településnek 1857-ben 544, 1910-ben 1088 lakosa volt. 1918-ban az új szerb-horvát-szlovén állam, majd később Jugoszlávia része lett. A háború után a szocialista Jugoszláviához került. Lakossága az 1970-es évek óta a fiataloknak a városokba, főként Splitbe és Makarskára  való elvándorlása miatt folyamatosan csökkent. 1991 óta a független Horvátországhoz tartozik. 2011-ben a településnek mindössze 53 lakosa volt.

## Lakosság
| Lakosság változása | Lakosság változása | Lakosság változása | Lakosság változása | Lakosság változása | Lakosság változása | Lakosság változása | Lakosság változása | Lakosság változása | Lakosság változása | Lakosság változása | Lakosság változása | Lakosság változása | Lakosság változása | Lakosság változása | Lakosság változása |
| ------------------ | ------------------ | ------------------ | ------------------ | ------------------ | ------------------ | ------------------ | ------------------ | ------------------ | ------------------ | ------------------ | ------------------ | ------------------ | ------------------ | ------------------ | ------------------ |
| 1857               | 1869               | 1880               | 1890               | 1900               | 1910               | 1921               | 1931               | 1948               | 1953               | 1961               | 1971               | 1981               | 1991               | 2001               | 2011               |
| 544                | 666                | 704                | 823                | 1.002              | 1.088              | 1.037              | 1.040              | 467                | 427                | 389                | 409                | 257                | 184                | 98                 | 53                 |

## Nevezetességei
- Keresztelő Szent János tiszteletére szentelt plébániatemploma[4] 1898 és 1906 között épült a temetőben, a régi templom előtti területen. A régi templom még 1601-ben épült, de idővel kicsinek bizonyult és romos állapotba került, ezért az új templom építésekor lebontották. A mai templomot faragott kövekből építették, a homlokzata fölé emelt pengefalú harangtorony két harang számára készült. Hosszúsága 25, szélessége 9 méter. A fából készített főoltáron Szent János szobra áll, előtte található a kőből épített szembemiséző oltár. A Szűz Mária mellékoltár a főoltárhoz hasonlóan az imotski Rako faipari műhelyben készült. Az oltáron álló szobrot 1891-ben vásárolták. A másik mellékoltáron Szent Antal szobra áll. A templomban őrzik azt a régi Szent György képet, melyet a szent ünnepén felvisznek a Biokovo-hegységbe. A Szűzanya vászonra festett olajképét az egyik helyi származású pap ajándékozta a templomnak. A 2000-es évek elején az épületet felújították. Ez alkalomból helyezték el azt a tíz festett üvegablakot, melyek Josip Botteri Pini akadémiai festőművész alkotásai.
- A biokovói Szent György-templom a Biokovo-hegység legmagasabb, 1762 méteres pontján áll. 1968-ban építették. Betonépület homlokzata felett egy harang számára épített pengefalú harangtoronnyal. A mai templom mintegy száz méterre keletre épült az e helyen épített régi templomtól, melyet 1965-ben egy tévétorony építése miatt bontottak le. 1988-ban teljesen felújították, a betonfalakat kővel burkolták. Új oltárt is kapott, mely Jure Žaj Zágrábban élő aržanói származású akadémiai szobrászművész alkotása. A Szent György alakját lovon ábrázoló nagyméretű mozaikot a Szűzanya szobrához hasonlóan ő készítette. E helyen már a 12. században is templom állt, melynek oltára felett egy cirill betűs kőtábla volt elhelyezve. Ezt az akkori plébános megmentette és ma a makarskai Szent Márk plébániahivatalban található. A templom búcsúnapja április 24-re esne, de mivel a hegyen ekkor még hó van ezt július utolsó szombatján tartják meg.
- A Vlaci nevű csúcson 1235 méteres magasságban áll a Szent Rókus-kápolna, melyet 1919-ben faragott kövekből építettek a 18. században épített régi kápolna helyén. Dongaboltozatát betonból öntötték. A Szent György-templomhoz hasonlóan gyakran érték villámcsapások, melyek megrongálták. Az 1336 méteres Sutvid csúcson is állt egy Szent Vid-kápolna, melyet a villámcsapások annyira megrongáltak, hogy ma már csak egy kőhalom látható a helyén.
- A plébániaház melletti Szent József-kápolnát 1890-ben építették a plébános mindennapi használatára. A 20. század elején járvány pusztított, ekkor a Lourdes-i Szűzanya szobrát hozták ide és ezért Szűz Mária kápolnaként szentelték fel. 2000-ben újíttatta fel Ivan Turić plébános.
- A roglići Lourdes-i Szűzanya kápolnát 1904-ben építette püspöki engedéllyel Ante Roglić. A II. világháború idején lerombolták, de a háború után a család eredeti formájában építette újjá.
- A luetići Szent Brúnó kápolnát a 19. század közepén építették családi kápolnaként. Csak Szent Brúnó ünnepén mondanak misét benne.